# Euthalia damalis
Euthalia damalis är en fjärilsart som beskrevs av Wilhelm Ferdinand Erichson 1834. Euthalia damalis ingår i släktet Euthalia och familjen praktfjärilar. Inga underarter finns listade i Catalogue of Life.